# Конвой № 2082 (листопад 1943)
Конвой № 2082 (листопад 1943) — японський конвой часів Другої світової війни, проведення якого відбувалось у листопаді 1943 року.
Конвой сформували для проведення групи транспортних суден із Рабаула — головної бази в архіпелазі Бісмарка, з якої японці вже два роки провадили операції на Соломонових островах та сході Нової Гвінеї. Місцем призначення при цьому був атол Трук (Чуук) у східній частині Каролінських островів, який до лютого 1944 року виконував роль транспортного хабу, через який йшло постачання японських сил у кількох архіпелагах (ще до війни на Труку створили потужну базу ВМФ).
До складу конвою № 2082 увійшли транспорти «Токіо-Мару» (прибув до Рабаула з конвоєм № 1152) та «Мітакесан-Мару», а ескорт забезпечував есмінець «Сігуре».
8 листопада 1943 року конвой вийшов із Рабаула, а вже вранці наступного дня його атакували бомбардувальники B-17 «Літаюча фортеця». Утім, цей наліт завершився безрезультатно.
10 листопада о 9:18 в районі за чотириста кілометрів на південний захід від Труку підводний човен Scamp випустив по конвою чотири торпеди. Одна з них влучила в «Токіо-Мару» та пошкодила котельне відділення й прилягаючий трюм. «Сігуре» провів контратаку глибинними бомбами, проте не вразив субмарину, котра далі випустила по конвою ще три торпеди, але на цей раз промахнулась.
О 16:20 «Мітакесан-Мару» розпочало буксирування пошкодженого судна. 11 листопада о 9:00 з Труку на допомогу прибули есмінці «Судзуцукі» та «Хацудзукі», при цьому останній о 12:40 перебрав на себе буксирування «Токіо-Мару». Через кілька хвилин переобладнаний тральщик «Хагоромо-Мару», що також прибув на допомогу, спробував наблизитись до «Токіо-Мару», проте зіткнувся з ним та зазнав значних пошкоджень. О 17:10 місце біч-о-біч із пошкодженим судном зайняв «Судзуцукі», помпи якого невдовзі підключились до відкачування води. Утім, приплив води вийшов з-під контролю і о 19:45 віддали наказ залишити судно (ще до того 18 членів екіпажу перевели на «Мітакесан-Мару»).
12 листопада о 8:10 «Хацудзукі» зробив нову спробу буксирування «Токіо-Мару», яке все ще трималося на воді. Проте через чотири години через зростаючий крен цю операцію припинили, а о 14:55 «Токіо-Мару» затонув за 200 км від місця торпедування.
Під вечір 12 листопада «Мітакесан-Мару» та «Сігуре» прибули на Трук.
За кілька місяців до того, в червні 1943 року, між Рабаулом та Труком вже пройшов ще один конвой із тим же ідентифікатором № 2082.